# Jorge Toledo Albiñana
Jorge Toledo Albiñana (Ludwigshafen am Rhein, Alemania, 21 de septiembre de 1964) es un diplomático español. Actualmente es embajador de la Unión Europea en China.
Desde diciembre de 2016 hasta junio de 2018 fue Secretario de Estado para la UE, renombrada Secretaría de Estado de Asuntos Europeos. Tras ello, desempeñó el cargo de embajador de España en Japón, cargo para el que fue nombrado en el Consejo de Ministros del 19 de octubre de 2018. De 2008 a 2011 fue embajador de España en Senegal.

## Trayectoria
Licenciado en Derecho en la Universidad de Zaragoza, ingresó en 1989 en la carrera diplomática. 
Ha estado destinado en las representaciones diplomáticas españolas en la India y Japón. Fue consejero técnico en el Gabinete del ministro de Asuntos Exteriores y en la Subdirección General de Asuntos Industriales, Energéticos de Transportes y de Comunicaciones, y vocal asesor en el Gabinete del Secretario de Estado de Política Exterior y en el Comité Organizador de la Presidencia Española de la Unión Europea. Ha sido Jefe del Gabinete Técnico del Secretario General para Asuntos Europeos y en 2005 fue nombrado Director del Gabinete del Secretario de Estado para la Unión Europea. 
Desde julio de 2008 hasta septiembre de 2011 fue Embajador de España en Senegal, siendo destinado como embajador en Misión Especial para los Asuntos Bilaterales de la Unión Europea.
También fue el artífice de la negociación que llevó, en el marco de los Tratados constitutivos de la UE, a la adopción de la famosa "cláusula Toledo", relativa a la minoría de bloqueo en las votaciones del Consejo. 
Hasta el 2 de diciembre de 2016 fue asesor en el Gabinete de la Presidencia del Gobierno, con el cargo de Director del Departamento de Asuntos Europeos y G20.
En el Consejo de Ministros del 2 de diciembre de 2016 fue nombrado Secretario de Estado para la UE, cargo que ocupó hasta el 28 de julio de 2017, cuando dicha secretaría de estado fue renombrada Secretaría de Estado de Asuntos Europeos. Le sucedió el 23 de junio de 2018 Luis Marco Aguiriano Nalda como Secretario de Estado recuperando el nombre de Secretario de Estado para la Unión Europea.
Fue embajador de España en Japón hasta febrero de 2022, cargo para el que fue nombrado en el Consejo de Ministros del 19 de octubre de 2018.
Desde septiembre de 2022, ocupa, con rango de embajador, el cargo de Jefe de la Delegación de la Unión Europea en Pekín (China).
En enero de 2025 fue ascendido a la categoría de Ministro Plenipotenciario de primera clase.